# Shō Kawamoto
Shō Kawamoto (japanisch 川元 奨 Kawamoto Shō; * 1. März 1993 in Saku) ist ein japanischer Mittelstreckenläufer, der sich auf den 800-Meter-Lauf spezialisiert hat.

## Sportliche Laufbahn
Erste internationale Erfahrungen sammelte Shō Kawamoto bei den Juniorenasienmeisterschaften 2010 in Hanoi, bei denen er im Finale den fünften Platz erreichte. Zwei Jahre später nahm er an den Juniorenweltmeisterschaften in Barcelona teil und erreichte dort das Halbfinale, in dem er mit 1:50,17 min ausschied. Im Jahr darauf erfolgte die Teilnahme an der Sommer-Universiade in Kasan, bei der er ebenfalls in das Halbfinale gelangte und mit der japanischen 4-mal-400-Meter-Staffel den vierten Platz belegte. Anschließend siegte er bei den Ostasienspielen in Tianjin über 800 Meter und gewann Silber mit der Staffel. 2014 nahm er erstmals an den Asienspielen in Incheon teil, schied dort aber mit 1:53,24 min in der ersten Runde aus. Bei den Asienmeisterschaften in Wuhan 2015 gewann er in 1:50,50 min die Bronzemedaille hinter dem Katari Musaeb Abdulrahman Balla und Jinson Johnson aus Indien. Im Jahr darauf qualifizierte er sich für die Olympischen Spiele in Rio de Janeiro, bei denen er mit 1:49,41 min in der ersten Runde ausschied.
2017 nahm er erneut an den Asienmeisterschaften in Bhubaneswar teil und wurde diesmal Neunter. Bei den Asienspielen 2018 in Jakarta wurde er in 1:50,87 min Siebter und gewann mit der japanischen Stafette die Bronzemedaille, nachdem er dem Team zum Finaleinzug verholfen hatte. 2023 erreichte er bei den Asienmeisterschaften in Bangkok mit 1:49,59 min den achten Platz und im Oktober verpasste er bei den Asienspielen in Hangzhou mit 1:52,93 min den Finaleinzug.
In den Jahren von 2013 bis 2018 sowie 2023 wurde Kawamoto japanischer Meister im 800-Meter-Lauf. Er absolvierte ein Studium der Huma- und Sportwissenschaften an der Nihon-Universität in Tokio.

## Persönliche Bestzeiten
- 800 Meter: 1:45,75 s, 11. Mai 2014 in Tokio (japanischer Rekord)
  - 800 Meter (Halle): 1:47,78 min, 3. Februar 2018 in New York City (japanischer Rekord)